# Asesinato de Bobby Kent
El asesinato de Bobby Kent, ocurrido el 15 de julio de 1993, fue un crimen sonado en Estados Unidos debido a que fue perpetrado principalmente por un grupo de adolescentes, incluido su "mejor amigo"; todos ellos encontrados culpables y condenados, unos a cadena perpetua y una pena de muerte; este asesinato puso de manifiesto el estilo de vida de los adolescentes en los Estados Unidos durante los años 90. De este hecho se derivó una libro titulado "Bully: A True Story of High School Revenge" y posteriormente una película.

## Los hechos
Bobby Kent nacido el 12 de mayo de 1973 de un matrimonio de inmigrantes iraníes, Fara y Fred Kent (originalmente, Khayam), fue asesinado el 15 de julio de 1993 por siete compañeros, incluyendo su mejor amigo Martin Joseph Puccio, Jr. nacido el 21 de marzo de 1973, en Weston en el sur de la Florida. Bobby asistía a la Cooper City High School, en Cooper City, Florida.
Tim Donnelley, el abogado que defendió a la familia de Bobby, lo describió como cortés y encantador aún después de tratar con todos los implicados en el asesinato, que le veían de una manera completamente diferente.
Marty Puccio nació en Brooklyn, Nueva York y se crio en Hollywood (Florida). Era un italo-americano, criado en un hogar católico; Bobby y Martin se conocían desde el tercer grado, habían vivido en el mismo barrio en Hollywood en el condado de Broward y desde entonces eran buenos amigos. Pero en dicha amistad había un punto de odio y discrepancia, incluso ambos grupos de padres desconfiaban de esa amistad. 
Los padres de Puccio, veían que a menudo regresaba con heridas y moretones; por su parte Fred Kent, padre de Bobby, pensaba de Martin que era un vago rebelde sin futuro, de hecho abandonó la secundaria, y sentía que la amistad con su hijo destruiría el futuro que le estaba ayudando a construir. Ambos chicos frecuentaban el gimnasio y se rumoreaba que eran usuarios de esteroides, lo que, según testimonios, contribuiría significativamente a la conducta errática y agresiva de Bobby.
Bobby y Martin también experimentaron en la dirección de videos pornográficos homosexuales con la esperanza de venderlos en los comercios locales para ganar dinero extra, pero su participación se limitaba a la dirección; en una ocasión convencieron a Harry Suiter, un hombre de Florida de unos 40 años, de participar en un film titulado «Rough Boys», que intentaron vender a tiendas de pornografía del sur de Florida, sin éxito ya que el material, al parecer, era de muy baja calidad y se limitaba a mostrar a Harry Suiter bailando desnudo, jugando con un consolador.

## El asesinato
A principios de 1993, Puccio, de veinte años, comenzó a salir con Lisa Connelly, de dieciocho. Frustrada por el tiempo que su novio pasaba con Kent, y el trato que este le daba, trató de alejar a Kent de Puccio empujando a su amiga Alice "Ali" Williams, de diecisiete años, a salir con él. Pero tras unas semanas, la joven terminó la relación porque Kent era abusivo. En junio, Puccio le confesó a Connelly el maltrato que le propinaba Kent desde hacía años y ella intentó convencerlo de que terminara su amistad, pero Puccio dudaba. En ese momento, Connelly sabía que se había quedado embarazada y quería conseguir una relación estable con él.
Alice junto con Lisa tramaron un plan para matar a Bobby. Las chicas obtuvieron un arma de fuego de la madre de Lisa y llevaron a Bobby a un pozo al oeste del condado de Broward, con la promesa de conducir el Mustang 5.0 de la chica, junto con dos amigos, el novio actual de Williams, Donald Semenec, de diecisiete años, y Heather Swallers, de dieciocho. Puccio, Semenec y Swallers pronto se sintieron incómodos y se fueron. El plan consistía en que Alice seduciría a Bobby y mientras los dos se disponían a mantener relaciones sexuales, Lisa, detrás de Bobby, le dispararía en la cabeza. Pero en el último momento, Lisa no actuó. Posteriormente, afirmó que no disparó porque sabía que rastrearían el arma.
Al día siguiente, el 14 de julio de 1993, el círculo de amigos conspiraron de nuevo para matar a Kent, esta vez con el recién contratado por Lisa, Derek Kaufman, de veinte años, líder de una banda y presunto asesino a sueldo de la mafia. Antes de la reunión del grupo, Derek no había tenido ninguna relación con Kent, Puccio o cualquier otro miembro. El grupo atrajo de nuevo a Bobby a la cantera en una zona sin desarrollar en el oeste del condado de Broward; en dicho momento se empezaban a levantar algunas construcciones de lo que es hoy el barrio de Weston.
Martin Puccio había dicho a Bobby que harían una carrera con sus autos, y que Alice quería volver a tener relaciones sexuales con él. Esa noche, a pesar del calor abrasador del verano de Florida y la humedad, Puccio iba vestido con vaqueros negros y una gabardina negra con un pañuelo rojo atado alrededor de la cabeza. Según Alice, salió de su casa vestido como Rambo.
En algún momento alrededor de la medianoche, Alice lleva a Bobby lejos del grupo por un canal. Heather Swallers orientada por Derek Kaufman se acercó para averiguar si Bobby sospechaba algo. Si ella entendía que él no sospechaba nada le preguntaría si había cocodrilos en el canal, una vez lo hiciera el asesinato comenzaría. Heather preguntó a Bobby si en el canal había cocodrilos y él sarcásticamente le respondió que debía bañarse desnuda y descubrirlo por sí misma.
Casi inmediatamente después, Donny Semenec le apuñala por la espalda a la altura del cuello. Bob Kent se dio la vuelta y llamó a Martin para pedirle ayuda y decir "Marty, lo que sea que haya hecho, lo siento". Martin, seguidamente lo apuñala en el abdomen, y cuando Bobby trató de huir, Donny Semenec, Derek Kaufman y Martin Puccio lo abordan, lo apuñalan y lo golpean en repetidas ocasiones. Varias veces durante la agresión, Bobby pidió clemencia, pero Martin continuó el ataque. Mientras Bobby estaba en el suelo, Puccio le cortó el cuello y le golpeó la cabeza contra el suelo tan fuerte que le fracturó una vértebra.
Derek Kaufman le dio el golpe final con un pesado bate de béisbol en la cabeza. El cuerpo de Bobby fue entonces arrojado al canal, sin embargo, hay informes contradictorios sobre quién lo hizo, ya sea Derek Kaufman o Derek Dzvirko, este último primo de Lisa Connelly y de diecinueve años, quien también participó, o Derek Kaufman y Martin Puccio. Derek Dzvirko fue quien llevó al detective Frank Illaraza de la Oficina del Sheriff de Broward hasta el cuerpo de Bobby unos días más tarde.

## Los participantes
| Nombre                          | Fecha de nacimiento    | Situación | Sentencia y condena |
| ------------------------------- | ---------------------- | --- | --- |
| Martin Joseph (Marty) Puccio    | 21 de marzo de 1973    | Mejor amigo de Bobby y novio, para ese entonces de Lisa Connelly. | Asesinato en primer grado y conspiración. Fue condenado a muerte por silla eléctrica, pero se le cambió luego de una apelación a cadena perpetua. Está encarcelado en Desoto anexo con el número del Departamento de Correcciones de la Florida (FDOC). DC 963022 |
| Lisa Marie Connelly             | 31 de julio de 1974    | La novia de Martin. Estaba enojada con Bobby por golpear e intimidar continuamente a Martin, así como por las acusaciones de haber violado a su mejor amiga, Alice Willis. Bobby se refería a ella como "Fatass", "Tatonka", "Potlock", "Chub" y "Shamu" debido a su sobrepeso y forzaba a Martin a hacer lo mismo. El 5 de enero de 1994 Lisa Connelly, dio a luz a su hija que fue entregada a la custodia de sus abuelos en Florida Central.                      | Asesinato en segundo grado y conspiración. Fue sentenciada a cadena perpetua y cinco años en prisión, que fue revocada en apelación y reducida a 22 años, fue puesta en libertad condicional el 3 de febrero de 2004.                                             |
| Alice Jean Slay (Ali) Williams  | 29 de agosto de 1975   | Exnovia de Bobby, fueron presentados por Lisa en la creencia de que si Bobby conocía a una chica dejaría de molestar a Martin. Estaba implicada en un círculo de prostitución antes del asesinato de Bobby. | Asesinato en segundo grado y conspiración; fue sentenciada a 40 años de prisión que fue reducida a 17 años de prisión. Fue puesta en libertad condicional el 16 de septiembre de 2001 y actualmente está bajo la supervisión de la comunidad durante 40 años.     |
| Donald Roth (Donny) Semenec Jr. | 15 de julio de 1975    | Novio de Alice el momento del asesinato. Consumidor de drogas habitual. Supuestamente, ayudó en el asesinato porque estaba enojado porque Bobby violó a su novia. Dio el primer golpe a Kent. El asesinato se produjo en su cumpleaños número 18. | Asesinato en segundo grado y conspiración; cadena perpetua y 15 años de prisión. Está encarcelado en el número de Columbia anexo DC 963020 |
| Derek Leon Kaufman              | 8 de mayo de 1973      | Autoproclamado asesino a sueldo para la mafia, fue quien urdió el plan para asesinar a Bobby; no se le asoció con asesinatos anteriores, solo con organizar una banda de menores quienes cometían pequeños robos. | Asesinato en primer grado y conspiración, el jurado recomendó la cadena perpetua y fue sentenciado a cadena perpetua y 30 años de prisión. Está encarcelado en mayo / DC, CI número 894.391                                                                       |
| Derek George Dzvirko            | 2 de noviembre de 1973 | Primo de Lisa que fue reclutado como ayuda adicional. Desempeñó un papel menor en el asesinato y prestó el bate de béisbol para matar a Bobby. Junto con Heather June Swallers, se les ofreció y aceptaron un acuerdo con el fiscal a cambio de un testimonio que ayudara a condenar a los demás en el grupo. A los dos se les prometió la misma condena, sin embargo Derek George Dzvirko obtuvo cuatro años más por intentar mentir en el estrado de los testigos. | Asesinato en segundo grado y conspiración; condenado a 11 años de prisión y dejado en libertad el 1 de octubre de 1999. |
| Heather June Swallers           | 24 de mayo de 1975     | Anterior amiga de Alice que recientemente había salido de un servicio de rehabilitación de drogas. El jurado la consideró la menos implicada, ya que mientras ocurría el asesinato salió corriendo y se introdujo dentro del auto de Alice. | Asesinato en segundo grado y conspiración, condenada a siete años de prisión; dejada en libertad el 14 de febrero de 1998. |